# El Campo de Peñaranda
El Campo de Peñaranda är en ort i Spanien.   Den ligger i provinsen Provincia de Salamanca och regionen Kastilien och Leon, i den centrala delen av landet, 140 km väster om huvudstaden Madrid. El Campo de Peñaranda ligger 841 meter över havet och antalet invånare är 352.
Terrängen runt El Campo de Peñaranda är platt, och sluttar norrut. Runt El Campo de Peñaranda är det ganska glesbefolkat, med 27 invånare per kvadratkilometer. Närmaste större samhälle är Peñaranda de Bracamonte, 10,5 km sydost om El Campo de Peñaranda. Trakten runt El Campo de Peñaranda består till största delen av jordbruksmark.